# Septembre 2008

## Faits marquants

### Lundi1erseptembre 2008
- Irak : L'état-major américain redonne le contrôle de la province d'Al-Anbar aux Irakiens[1].
- Japon : Démission de Yasuo Fukuda, chef du gouvernement, après un an au pouvoir[2].
- Inde : Le gouvernement d'Orissa fait le bilan des récentes émeutes anti-chrétiennes : 558 maisons et 17 lieux de cultes incendiés[3].

### Mardi 2 septembre 2008
- Marquant la première élection du Parlement tibétain en exil de l’histoire du Tibet du 2 septembre 1960, la communauté tibétaine célèbre cette journée comme le Jour de la Démocratie[4],[5].
- Google sort un navigateur web open source baptisé Google Chrome.
- Thaïlande : Le premier ministre Samak Sundaravej déclare l'état d'urgence après les violentes émeutes contestant la légitimité du gouvernement[6].
- Nicaragua : Le Nicaragua annonce son intention de reconnaitre l'indépendance de l’Ossétie du Sud et de l’Abkhazie[7]
- Argentine : La présidente Cristina Fernández de Kirchner annonce que son pays va rembourser l'intégralité de la dette de 6.7 milliards de dollars au club de Paris[8].

### Mercredi3 septembre 2008
- France : Un voilier français est pris en otage par des pirates au large de la Somalie[9].

### Jeudi4 septembre 2008
- Thaïlande : Le premier ministre Samak Sundaravej propose un référendum offrant le choix entre le gouvernement au pouvoir et l'Alliance du peuple pour la démocratie afin de sortir de la crise politique.(Le monde)

### Vendredi5 septembre 2008
- Angleterre : La Princesse, une araignée mécanique, s'éveille à Liverpool.
- Australie : Quentin Bryce devient la première femme Gouverneur général du pays[10].
- États-Unis : Mort du frère du Dalaï Lama.

### Samedi6 septembre 2008

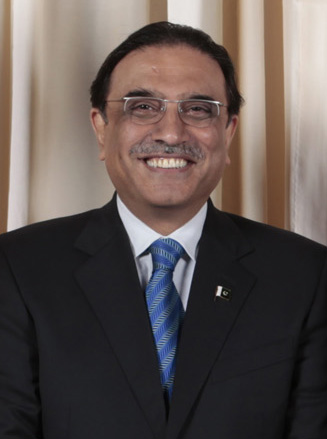
Asif Ali Zardari en 2009.

- Togo : Komlan Mally démissionne du poste de premier ministre, après un an d'exercice[11].
- Mostra de Venise : The Wrestler remporte le Lion d'Or[12].
- Égypte : Plus de 50 morts après un éboulement au Caire.
- Chine : Ouverture des jeux paralympiques.
- Pakistan :
  - Asif Ali Zardari, veuf de Benazir Bhutto, est élu président par le collège électoral avec 481 sur 702 voix.
  - Un attentat à la voiture piégée, à Peshawar fait 35 morts.

### Dimanche7 septembre 2008
- Sauvetage des agences de crédit immobilier américaines Fannie Mae et Freddie Mac
- U.S. Open : Serena Williams gagne le tournoi pour la troisième fois en battant Jelena Janković et redevient, après cinq ans, numero 1 du tennis féminin.
- Afghanistan : Deux attentats suicides dans un poste de police à Kandahar[13].
- Canada : Afin d'avoir plus de marge de manœuvre, Stephen Harper demande des élections législatives anticipées le 14 octobre[14].
- Inde : La pire inondation des 50 dernières années dans la région de Bihar.
- Sport : Unforgiven (2008)

### Lundi8 septembre 2008
- Angola : Le mouvement populaire de libération de l'Angola gagne les élections legislatives[15].
- U.S. Open : Roger Federer bat Andy Murray en finale.
- Chine : Un terril gonflé par les pluies a tué plus de 150 personnes dans la province de Shanxi[16].

Afghanistan : Selon une enquête des Nations unies, 90 civils auraient été tués par la coalition sous commandement américain.

### Mardi9 septembre 2008
- Sri Lanka :
  - douze soldats et un policier tués par une attaque suicide des Tigres de libération[18].
  - L'ONU se retire du pays avant l'attaque de l'armée gouvernementale contre les rebelles[19].
- Géorgie : Nino Bourdjanadze demande une enquête sur la guerre d'Ossétie du Sud, tandis que l'opposition demande la démission de Mikheil Saakachvili[20].

### Mercredi10 septembre 2008
- Bolivie : Evo Morales expulse l'ambassadeur américain, accusant les États-Unis de vouloir le renverser[21].
- Europe :
  - La commission européenne prédit une récession pour l'Allemagne, l'Espagne et le Royaume-Uni[22].
  - Le CERN lance son nouvel accélérateur de particules, le Large Hadron Collider (LHC), le plus grand jamais construit et qui aura notamment pour mission d'apporter une réponse sur l'existence du boson de Higgs.

### Vendredi12 septembre 2008
- France : Venue du Pape Benoît XVI à Paris puis à Lourdes.

### Lundi15 septembre 2008
- Faillite de la banque américaine Lehman Brothers.
- Sauvetage de la banque américaine Merrill Lynch, rachetée par Bank of America.

### Mardi16 septembre 2008
- Sauvetage du premier assureur mondial, l'américain American International Group pour 85 milliards de dollars.

### Jeudi18 septembre 2008
- Suisse : Inauguration officielle de la ligne M2 du métro de Lausanne.

### Samedi20 septembre 2008
- Attentat à l'hôtel Marriott d'Islamabad du 20 septembre 2008.
- Journée du logiciel libre.

### Lundi22 septembre 2008
- Attaque à la voiture bélier à Jérusalem

### Lundi29 septembre 2008
- Russie : Fondation du Parti démocratique indépendant de Russie.